# Guilty Crown
Guilty Crown (tiếng Nhật: ギルティクラウン Giruti Kuraun; tạm dịch: Vương miện tội lỗi) là bộ anime truyền hình Nhật Bản dài tập do Production I.G sản xuất năm 2011, được phát sóng trên kênh Fuji TV trong khối chương trình noitamina vào ngày 13 tháng 10 năm 2011. Câu chuyện chủ yếu xoay quanh Ouma Shu, một nam sinh trung học vô tình sở hữu năng lực gọi là "Quyền năng của nhà Vua", cho phép cậu rút ra được "Void" từ người khác. Chính khả năng này đã khiến cậu rơi vào cuộc xung đột giữa một tổ chức bán chính phủ gọi là GHQ và một nhóm kháng chiến tên Táng Nghi Xã có tham vọng khôi phục lại nền độc lập của Nhật Bản từ GHQ. Trong suốt câu chuyện, Shu phải đối mặt với gánh nặng của năng lực đè lên đôi vai mình cùng với những bí ẩn khủng khiếp trong quá khứ.
Hai manga chuyển thể đã được ACSII Media Works và Square Enix xuất bản. Một light novel cũng đã xuất bản vào tháng 4 năm 2012 bởi Nitroplus với tiêu đề Guilty Crown: Princess of Deadpool. Visual novel spin-off tên Guilty Crown: Lost Christmas cũng do Nitroplus phát triển đi kèm với OVA 15 phút cùng tên.

## Cốt truyện

### Bối cảnh
Trước khi chuỗi sự kiện của câu chuyện chính diễn ra, vào ngày 24 tháng 12 năm 2029, sự cố sinh học Lost Christmas xảy ra do sự lây nhiễm của một loại virus không xác định có tên "Virus Apocalypse" đã khiến cho Nhật Bản rơi vào tình trạng hỗn loạn. Do không thể kiểm soát được sự cố, Nhật Bản đã thỉnh cầu sự giúp đỡ của quốc tế và Liên Hợp Quốc đã cử một tổ chức bán chính phủ gọi là GHQ để giúp đỡ họ. GHQ tuy đã thành công trong việc ngăn chặn và kiểm soát dịch bệnh nhưng họ cũng đã kiểm soát toàn bộ đất nước và tước đi nền độc lập của Nhật Bản. Mười năm sau, một tổ chức kháng chiến gọi là Táng Nghi Xã được thành lập, tiến hành chiến dịch chống lại GHQ nhằm giải phóng Nhật Bản một lần nữa.

### Tóm tắt
Câu chuyện bắt đầu khi cậu học sinh trung học Ouma Shu gặp một cô gái bị thương tên là Yuzuriha Inori, ca sĩ chính của nhóm nhạc ảo nổi tiếng Egoist, đang trú ẩn tại câu lạc bộ phim của mình. GHQ đã phá hủy nơi này và bắt cô đi vì tội tham gia nhóm khủng bố Táng Nghi Xã. Shu theo dấu các tọa độ của robot của Inori đến một nơi mà cậu gặp được Tsutsugami Gai, lãnh đạo của Táng nghi Xã, người yêu cầu cậu bảo vệ một cái lọ quan trọng. Sau đó GHQ bắt đầu tấn công khu vực Roppongi để tìm lại chiếc lọ. Tại đây, trong lúc Shu đang cứu Inori khi cô bị đe dọa bởi các người máy GHQ Endlave thì chiếc lọ, vốn chứa trong đó "Gen Void" - một loại vũ khí sinh học cực mạnh chiết xuất từ virus Apocalypse, đã bị vỡ tan. Nó đã ban cho Shu "Quyền năng của Vua", một khả năng cho phép bàn tay phải của cậu lấy đi "Void" - vũ khí linh hồn của con người dưới hình dạng vật lý. Shu sau đó liền tách lấy Void của Inori (dưới hình dạng của một thanh kiếm) và tiêu diệt các người máy Endlave đang tấn công.
Sau sự cố đó, Shu bắt đầu nảy sinh tình cảm với Inori và miễn cưỡng gia nhập Táng Nghi Xã. Trong một chiến dịch, Inori được làm cùng một cậu bé tên là Yuu, người sở hữu Gen Void thứ hai. Ký ức của Shu trở về với cậu, tiết lộ rằng chị gái cậu, Mana, chính là người đầu tiên bị nhiễm virus Apocalypse và gây ra một sự kiện, một vụ nổ lớn làm lan truyền virus Apocalypse khắp Nhật Bản: sự kiện Lost Christmas. Inori được tạo ra để lưu giữ linh hồn của Mana, tạo ra một cuộc đua nhân loại sau khi virus Apocalypse hủy phần lớn dân số hiện nay. Trong lúc Gai và Shu làm việc cùng nhau, Kai đã yêu cầu Shu giết mình và Shu đã thực hiện.
Hai tuần kể từ lần bùng phát dịch thứ hai của virus Apocalypse, GHQ niêm phong khu vực xung quanh Ruppongi ở Tokyo, gọi là Khu 7, để lại một số lượng lớn thanh thiếu niên phải lánh nạn tại trường trung học Tennouzu cùng với các thành viên Táng Nghi Xã như Shu, Inori, Ayase và Tsugumi. Vì thực phẩm và nguồn cung cấp vắc xin Apocalypse trở nên khan hiếm, Shu được bầu làm chủ tịch hội học sinh mới và trở nên bạo ngược. Shu và mọi người cùng thoát ra khỏi Khu 7, mặc dù lúc đó Gai sống lại, xuất hiện và cắt đứt cánh tay phải của Shu, chuyển Gen Void sang anh.
Gai bảo vệ Nhật Bản khỏi bị phá hủy bởi Liên Hợp Quốc trong nỗ lực để ngăn chặn virus Apocalypse. Đứng sau các sự kiện xảy ra ở Nhật Bản là một tổ chức lâu đời, được gọi là "Daath" mà mục đích là để có được sức mạnh của Shu và Inori. Inori đã để mình bị bắt giữ bởi Daath để bảo vệ Shu. Ouma Haruka, mẹ nuôi của Shu, phản bội GHQ và đánh cắp Gen Void thứ ba, mà sau đó Shu đã tiêm vào cơ thể mình. Ở sự việc tiếp theo, Gai dự định gây ra sự kiện Lost Christmas trên quy mô toàn cầu. Các thành viên Táng Nghi Xã bao vây trụ sở chính của GHQ tại Tokyo và tấn công. Virus Apocalypse bắt đầu lan rộng trên khắp hành tinh từ tháp GHQ.
Shu đã đánh Gai khi anh nói rằng cách duy nhất để ngăn chặn đợt Apocalypse thứ tư là cho Mana hoàn thành sứ mệnh của cô từ lúc bắt đầu, sau đó cô sẽ có thể an nghỉ, đó là lý do tại sao anh thỏa thuận với Daath. Sau đó, Gai chết cùng với Mana khi virus bao bọc lấy cả hai. Khi bắt gặp Inori bị nhiễm bệnh nặng, Shu ôm lấy cô ấy và kích hoạt Void của mình, hấp thụ tất cả các Void của mọi người và nhận tất cả virus Apocalypse vào bản thân. Khi Shu sắp bị virus phá hủy, Inori vì để cứu Shu nên đã hy sinh cơ thể của mình để tiêu diệt virus vĩnh viễn. Sau khi virus cuối cùng bị tiêu diệt, tháp GHQ liền sụp đổ và mọi người đều trốn thoát. Một vài năm sau đó, Ayase, Tsugumi, Yahiro, Kanon, Souta và Shu - giờ đã bị mù - mừng sinh nhật Hare giữa một Tokyo được xây dựng lại. Phim kết thúc bằng hình ảnh ở trong tâm trí của Shu, linh hồn của Inori và Shu đang ôm lấy nhau và hạnh phúc bên nhau mãi mãi.

## Sản xuất
Trong quá trình sản xuất, các thành viên của đội ngũ muốn tạo ra một "thế hệ tiếp theo của anime bằng bộ phim này." Vì họ muốn nó là một anime gốc chứ không phải là chuyển thể. Các thành viên cũng muốn nó sẽ có hai phần bất kể những khó khăn có thể xảy ra. Các khái niệm cơ bản của chương trình này là "một phong cách Nhật Bản, một ý niệm Nhật Bản, và đó là những gì làm cho nó độc đáo hơn chương trình khác." Khi được hỏi về sự tương đồng giữa Shu và Ikari Shinji của Shin Seiki Evangelion, các thành viên đã trả lời rằng cả hai nhân vật đều thụ động mặc dù có thể thấy Shinji có phần thụ động hơn.
Khi Redjuice được hỏi là động lực nào đã khiến ông tham gia, ông trả lời rằng ban sản xuất phim thấy được mối liên hệ giữa phong cách nghệ thuật của ông với thành phẩm cuối cùng họ hướng đến. Trong khi Ryo của Supercell cung cấp các bài hát cho chương trình, Redjuice đã không tham gia vào các dự án như là một thành viên của Supercell. Bên cạnh đó, giống nhân vật nữ chính Inori của Guilty Crown, Redjuice nói rằng ông cũng thiết kế rất nhiều bản vẽ của nhân vật Tsugumi. Các thành viên không e ngại với đôi tai mèo của Tsugumi nên Redjuice có cảm giác rằng ông phần nào chèn sở thích cá nhân của mình vào sê-ri này. Redjuice cũng thích Kanon mặc dù cô đã không được chính thức viết vào kịch bản lúc ban đầu. Vì trước đó không làm việc với 3D CG nên ông học được rất nhiều kể từ khi hợp tác với các thành viên của Production I.G.

### Âm nhạc
Phần âm nhạc trong anime Guilty Crown được sáng tác bởi Sawano Hiroyuki. Cả hai ca khúc chủ đề đầu và cuối phim của Guilty Crown được viết bởi Supercell. Ca khúc chủ đề mở đầu có tựa đề "My Dearest" được thực hiện bởi Koeda. Đĩa đơn CD của "My Dearest" được phát hành vào ngày 23 tháng 11 năm 2011. Ca khúc chủ đề kết thúc phim có tựa đề "Departures (Anata ni Okuru Ai no Uta)" (Departures ~ あ な た に お く る ア イ の 歌 ~ Departures (Send Your Love Song)) được thực hiện bởi Egoist, một ban nhạc ảo trong sê-ri. Đĩa đơn cho "Departures (Anata ni Okuru Ai no Uta)" được phát hành vào ngày 30 tháng 11 năm 2011. Nghệ sĩ 17 tuổi tên Chelly là người hát. Chelly được chọn bởi Ryo của Supercell sau một buổi thử giọng có tới 2.000 thí sinh. Chelly cũng đã hát các bài hát chèn thêm vào Guilty Crown. Ca khúc chủ đề mở đầu phim thứ hai là "The Everlasting Guilty Crown" của Egoist và ca khúc chủ đề kết thúc phim là "Kokuhaku" (告白? "Confession") của Supercell.
Tất cả nhạc phẩm được soạn bởi Sawano Hiroyuki.
| Guilty Crown Original Soundtrack | Guilty Crown Original Soundtrack | Guilty Crown Original Soundtrack | Guilty Crown Original Soundtrack | Guilty Crown Original Soundtrack |
| STT                              | Nhan đề                          | Phổ lời                          | Vocals                           | Thời lượng                       |
| -------------------------------- | -------------------------------- | -------------------------------- | -------------------------------- | -------------------------------- |
| 1.                               | "βίος" (Bios)                    | Rie                              | Kobayashi Mika                   | 4:33                             |
| 2.                               | "α" (alpha)                      |                                  |                                  | 5:48                             |
| 3.                               | "Ω" (Omega)                      |                                  |                                  | 4:31                             |
| 4.                               | "Ready to Go"                    | David Whitaker                   | David Whitaker                   | 4:16                             |
| 5.                               | "friends"                        | mpi                              | mpi                              | 3:48                             |
| 6.                               | "VOiD"                           |                                  |                                  | 2:06                             |
| 7.                               | "gエ19" (GHQ)                    |                                  |                                  | 2:20                             |
| 8.                               | "θεοι" (theoi)                   |                                  |                                  | 3:38                             |
| 9.                               | "close your eyes"                | mpi                              | Honda Michiyo                    | 3:51                             |
| 10.                              | "Βασιλευζ" (Basileus)            |                                  |                                  | 4:17                             |
| 11.                              | "π" (pi)                         |                                  |                                  | 3:58                             |
| 12.                              | "Release My Soul"                | mpi                              | Aimee Blackschleger              | 4:34                             |
| 13.                              | "κrOnё" (krone)                  |                                  |                                  | 5:33                             |
| 14.                              | "Hill Of Sorrow"                 | mpi                              | mpi                              | 4:11                             |
| 15.                              | "Αποκσλυψιζ" (Apokalypsis)       |                                  |                                  | 4:51                             |
| 16.                              | "Home ～in this corner～"        | mpi                              | Leina                            | 3:48                             |
| 17.                              | "Genesi§" (Genesis)              |                                  |                                  | 3:17                             |
| 18.                              | "βιοζ-δ" (bios-delta)            | Rie                              | Kobayashi Mika                   | 2:35                             |
| 19.                              | "Rё∀L" (Real)                    | Rie                              | Cyua                             | 4:12                             |
| Tổng thời lượng:                 | Tổng thời lượng:                 | Tổng thời lượng:                 | Tổng thời lượng:                 | 75:50                            |

## Phát hành
Guilty Crown được đạo diễn bởi Araki Tetsuro và kịch bản được xử lý bởi Yoshino Hiroyuki, hỗ trợ bởi Ōkouchi Ichiro. Hanegaya Jin từ Nitroplus cũng hỗ trợ phần kịch bản. Các mẫu thiết kế máy móc vũ khí được thực hiện bởi Takeuchi Atsushi và xử lý bởi Moriyama Yo. Thiết kế nhân vật gốc được vẽ bởi Redjuice, còn Katō Hiromi vẽ thiết kế nhân vật trong anime. Takeda Yusuke là giám đốc nghệ thuật của anime. Việc sản xuất phim hoạt hình đã được thực hiện bởi bộ phận 6 của Production I.G.
Một chương trình phát thanh Internet có tên là Hội đồng Guilty Crown Radio để quảng bá cho Guilty Crown bắt đầu phát sóng vào mỗi thứ sáu, từ ngày 7 tháng 10 năm 2011. Chương trình được đảm nhiệm bởi Kaji Yūki, diễn viên lồng tiếng của Ouma Shu, và Kayano Ai, diễn viên lồng tiếng của Yuzuriha Inori.
Liên hoan phim Anime tại New York đã chiếu hai tập phim đầu của Guilty Crown vào ngày 15 tháng 10 năm 2011. Buổi chiếu của tập hai là một buổi công chiếu ra mắt cả thế giới vì tập phim này chỉ được công chiếu ở Nhật Bản vào ngày 20 tháng 10 năm 2011. Tại Lễ hội Anime Weekend Atlanta năm 2011, Funimation thông báo rằng bộ phim sẽ lên sóng vào tháng Mười, tiếp theo sau nó là một DVD và đĩa Blu-ray phát hành vào năm 2012.

## Phương tiện liên quan

### Bản in
Một manga có tên Guilty Crown, viết bởi Miyagi Yosuke và minh họa bởi Mizuki Shion, đã được đăng trong tạp chí hàng tháng Shonen Gangan của Square Enix giữa tháng 11 năm 2011 và tháng 12 năm 2013. Square Enix phát hành bảy tập tankōbon từ ngày 21 tháng 1 năm 2012 đến ngày 21 tháng 12 năm 2013. Một manga thứ hai mang tên Guilty Crown: Dancing Endlaves, viết bởi Sunaaku Gan và minh họa bởi Fukai Ryosuke, đã được đăng ở tạp chí Dengeki G của ASCII Media Works từ tháng 7 năm 2012 đến tháng 5 năm 2014. Ba tập đã được phát hành từ ngày 26 tháng 1 năm 2013 đến ngày 27 tháng 5 năm 2014.
Một cuốn tiểu thuyết có tựa đề Guilty Crown: Princess of Deadpool được viết bởi Sunaaku Gan của Nitroplus, với hình ảnh minh họa được thực hiện bởi sự hợp tác giữa Production I.G và Nitroplus. Một phiên bản đặc biệt đi kèm với một phần bìa sách đặc biệt được bán lần đầu tiên tại Anime Contents Expo 2012, trong thời gian từ ngày 31 tháng 3 đến ngày 1 tháng 4, trong khi lịch phát hành chính thức là vào ngày 25 tháng 4. Các chương đầu tiên đã được đưa lên mạng để đọc công khai.

### Visual novel
Nitroplus đã phát triển một visual novel mang tên Guilty Crown: Lost Christmas (ギ ル テ ィ ク ラ ウ ン ロ ス ト ク リ ス マ ス Giruti Kuraun Rosuto Kurisumasu?). Cái tên đầu tiên được đưa ra của visual novel này là Lost X. Các tác giả kịch bản cho trò chơi này là Hanegaya Jin, cũng chính là người đã viết Demonbane. Trò chơi tập trung vào sự cố "Lost Christmas". Phiên bản đầy đủ của trò chơi bao gồm cả một đoạn anime ngắn 10 phút.

## Đón nhận
Sê-ri này nhận được khá nhiều các phản hồi đa dạng. Carl Kimlinger từ Anime News Network ca ngợi sê-ri này đã dũng cảm phát minh lại cốt truyện nhưng đã chỉ trích cốt truyện khá là lộn xộn, tiếp tục theo xu hướng những nhân vật yếu đuối và sáo rỗng. Aiden Foote của THEM đồng ý với Kiplinger về trình bày và cốt truyện của anime. Foote chỉ trích gay gắt về nhịp độ của cốt truyện và các nhân vật, được coi là không mấy có thiện cảm, không làm tăng thêm chiều sâu cho chúng. Chris Beveridge từ The Fandom Post đã nhận xét: "Trong khi các tình tiết đang dần phát triển, cái kết đã khẳng định lại toàn bộ sê-ri, rằng nó đã hoàn toàn ảnh hưởng đến tôi, một sự biến chuyển." Ông ca ngợi sự phát triển của nhân vật Shu cũng như bối cảnh cho nửa sau của sê-ri.
Kyle Mills của DVD Talk lại khen ngợi nhiều hơn, mặc dù vẫn có những lời chỉ trích nhỏ "11 tập đầu của seri rất hay". Ông ca ngợi cốt truyện nhưng chỉ trích sự phát triển của một số nhân vật, so sánh họ với "sai lầm" mà Gurren Lagann đã từng mắc phải. Trang mạng UK Anime đã nhận xét về nửa thứ hai của sê-ri: "Chọn lấy những điều hơi quá so với khả năng, và đôi khi quá lố đến độ sê-ri này biến thành một đống phức tạp. Tuy nhiên, đây vẫn là sê-ri hay với một cốt truyện tốt, phát hành bởi những nhà sản xuất uy tín, nhạc phim hay, cảnh hành động hấp dẫn và dàn nhân vật 'tròn vai'". Bất chấp những lời chỉ trích, Andy Hanley của trang mạng UK Anime vẫn ca ngợi công nghệ dựng phim rất "bắt mắt".